# Juriti-vermelha
Juriti-vermelha, juriti-piranga, cabocla-violeta, juriti-da-mata ou juriti-roxa (nome científico: Geotrygon violacea) é uma espécie de ave columbiforme da família dos columbídeos (Columbidae). Encontra-se na Argentina, Bolívia, Brasil, Colômbia, Costa Rica, Guiana, Nicarágua, Panamá, Paraguai, Peru, Suriname e Venezuela.

## Etimologia
O vernáculo juriti deriva do tupi yuru'ti no sentido de "ave columbiforme". Foi registrado em 1728 como jurití, em 1730 como juritî, em 1781 como juritiz e em 1857 como jurity. Piranga, vem do tupi pi'ranga ("vermelho").

## Subespécies
A juriti-vermelha e a maioria do que são agora as outras espécies do gênero Geotrygon estavam anteriormente no gênero Oreopeleia. Tem duas subespécies, as nominais G. v. violacea e G. v. albiventer.

## Descrição
Juritis-vermelhas machos medem de 20 a 23,5 centímetros (7,9 a 9,3 polegadas) de comprimento e as fêmeas de 21 a 24,5 centímetros (8,3 a 9,6 polegadas). Pesam de 93 a 150 gramas (3,3 a 5,3 onças). Os machos adultos da subespécie nominal têm uma coroa malva acinzentada, um rosto branco acinzentado e um púrpura iridescente a ametista no pescoço e ombros. O resto das partes superiores é marrom com uma lavagem roxa iridescente. A garganta e o peito são brancos com um tom roxo, a barriga branca e os flancos amarelos. O olho é marrom-amarelado a marrom-alaranjado. As fêmeas adultas são mais opacas, com o brilho roxo confinado ao pescoço e ombros. O rosto e a garganta são cinza-claros, o pescoço e o peito são acastanhados com um tom roxo e os olhos são castanhos. Os juvenis são semelhantes à fêmea, mas mais escuros, sem iridescência, e avermelhados a canela recortados nas partes superiores. G. v. albiventer é mais azul do que o nominal na cabeça, peito e ombros.

## Distribuição e habitat
A subespécie nominal de juriti-vermelha tem uma distribuição descontínua. Encontra-se no sudeste da Colômbia; Guiana e Suriname; nordeste do Brasil; partes do Peru e da Bolívia; e sudeste do Brasil, leste do Paraguai e extremo nordeste da Argentina. G. v. albiventer é encontrado na Nicarágua, Costa Rica, Panamá e no nordeste da Colômbia até o leste da Venezuela. Alguns movimentos sazonais são suspeitos, mas não documentados. Habita a vegetação rasteira e o sub-bosque da floresta tropical perene, primária e secundária, e também as plantações de cacau. Em elevação varia até 1 650 metros (5 410 pés).

## Comportamento
A juriti-vermelha forrageia no solo em busca de sementes, frutos caídos e provavelmente pequenos invertebrados. Possivelmente a época de reprodução parece abranger de março a novembro, com base no tempo de observações de adultos em condições de reprodução, um ninho com dois ovos e juvenis. A espécie constrói um ninho de gravetos 1 a 2 metros (3,3 a 6,6 pés) acima do solo. O chamado da juriti-vermelha é "uma nota de arrulho repetida, única e bastante aguda".

## Conservação
A União Internacional para a Conservação da Natureza (UICN / IUCN) avaliou em sua Lista Vermelha a juriti-vermelha como sendo de menor preocupação. Embora pareça ser rara a incomum em grande parte de seu alcance, tem uma grande população geral. Em 2005, foi listada como criticamente em perigo na Lista de Espécies da Fauna Ameaçadas do Espírito Santo; em 2010, como vulnerável na Lista de Espécies Ameaçadas de Extinção da Fauna do Estado de Minas Gerais e sob a rubrica de "dados insuficientes" no Livro Vermelho da Fauna Ameaçada no Estado do Paraná; em 2014, como em perigo no Livro Vermelho da Fauna Ameaçada de Extinção no Estado de São Paulo; em 2017, como em perigo Lista Oficial das Espécies da Fauna Ameaçadas de Extinção do Estado da Bahia; e em 2018, sob a rubrica de "dados insuficientes" na Lista Vermelha do Livro Vermelho da Fauna Brasileira Ameaçada de Extinção do Instituto Chico Mendes de Conservação da Biodiversidade (ICMBio).